# Aulus
Aulus – imię męskie pochodzenia łacińskiego, jedno z nielicznej grupy najstarszych imion rzymskich (imion właściwych, praenomen, por. Marek, Tyberiusz, Tytus), z avulus – „dziadek, dziecko podobne do dziadka”, według innych źródeł pochodzące od greckiego słowa aulós – „flet, piszczałka” lub łacińskiego aula albo olla. W Kościele katolickim patronem tego imienia jest św. Aulus, biskup Viviers. 
Aulus imieniny obchodzi 20 lutego.
Znane osoby noszące imię Aulus:
- Aulus Gelliusz, uczony i pisarz rzymski, miłośnik starożytności i kolekcjoner ciekawostek
- Aulus Hircjusz, oficer rzymski, szef sztabu Juliusza Cezara w czasie wojny galijskiej i jeden z jego najbliższych współpracowników
- Aulus Korneliusz Celsus, rzymski uczony, encyklopedysta
- Aulus Plaucjusz, rzymski polityk i wojskowy, zasłużony przy podboju Brytanii przez Cesarstwo Rzymskie; postać autentyczna wprowadzona przez Henryka Sienkiewicza do Quo vadis w charakterze opiekuna Ligii kochającego ją jak własną córkę
- Aulus Witeliusz, rzymski konsul w 32 roku, stryj i imiennik cesarza Witeliusza
- Aulus Witeliusz, cesarz rzymski w 69 r.